# Mireia Aixalà i Rosselló
Mireia Aixalà i Rosselló   (Juneda, segle XX) és una actriu catalana. Va estudiar art dramàtic a l'Institut del Teatre de Barcelona, i va debutar al teatre el 1997. També ha treballat en cinema i televisió, així com en lectures teatralitzades i com a actriu de doblatge.

## Filmografia

### Televisió
- La Rosa (1995 -1996)
- La memòria dels Cargols (1999)
- Des del balcó (2000)
- Temps de Silenci (2001)
- Psico express (2001)
- Lo Cartanyà (2005-2007)
- Infidels (2009)
- La Sagrada Família (2010)
- Kubala, Moreno i Manchón (2012)
- Les de l'hoquei (2019)
- Jo mai mai (2024)

### Cinema
- Laia, el regal d'aniversari (1995), de Jordi Frades
- L'orquestra de les estrelles (2001), d'Eduard Cortés
- Presumptes implicats (2007), d'Enric Folch
- Xtrems (2009), d'Abel Folk
- Transeúntes (2016), de Luis Aller
- Cuando los amos duermen (2023), de Santiago Alvarado

### Teatre
- Mala sang (1997), direcció de David Plana
- Woyzeck (2001), direcció d'Àlex Rigola
- Víctor o els nens al poder (2002), direcció de Joan Ollé
- Juli Cèsar (2002), direcció d'Àlex Rigola
- El cafè de la Marina (2003), direcció de Rafel Duran
- Temptació (2004), direcció de Rafel Duran
- El club de les palles (2004), d'Albert Espinosa i direcció de Toni Casares
- Vides privades (2004), direcció de Paco Mir
- PASOLINI: who is p? (2005), direcció de David Selvas
- Òscar, una maleta, dues maletes, tres maletes (2007), direcció d'Abel Folk
- La forma de les coses (2008), de Neil LaBute i direcció de Julio Manrique
- El ángel exterminador (2008), direcció de Joan Ollé a partir de la pel·lícula homònima de Luis Buñuel
- Només sexe (2008)
- Product (2009), direcció de Julio Manrique
- Tres dones i un llop (2010), direcció de Carol López
- Qui té por de Virginia Woolf? (2011-2012), direcció de Daniel Veronese
- Àlies Gospodin (2013), direcció de Moisès Maicas
- La autora de las Meninas (2017) direcció d'Ernesto Caballero[4]
- Una història real (2019), escrita i dirigida per Pau Miró[5]
- Amèrica (2022), escrita per Sergi Pompermayer i dirigida per Julio Manrique[6]
- El misàntrop (2024) direcció de David Selvas[7]